# Gostyń (stacja kolejowa)

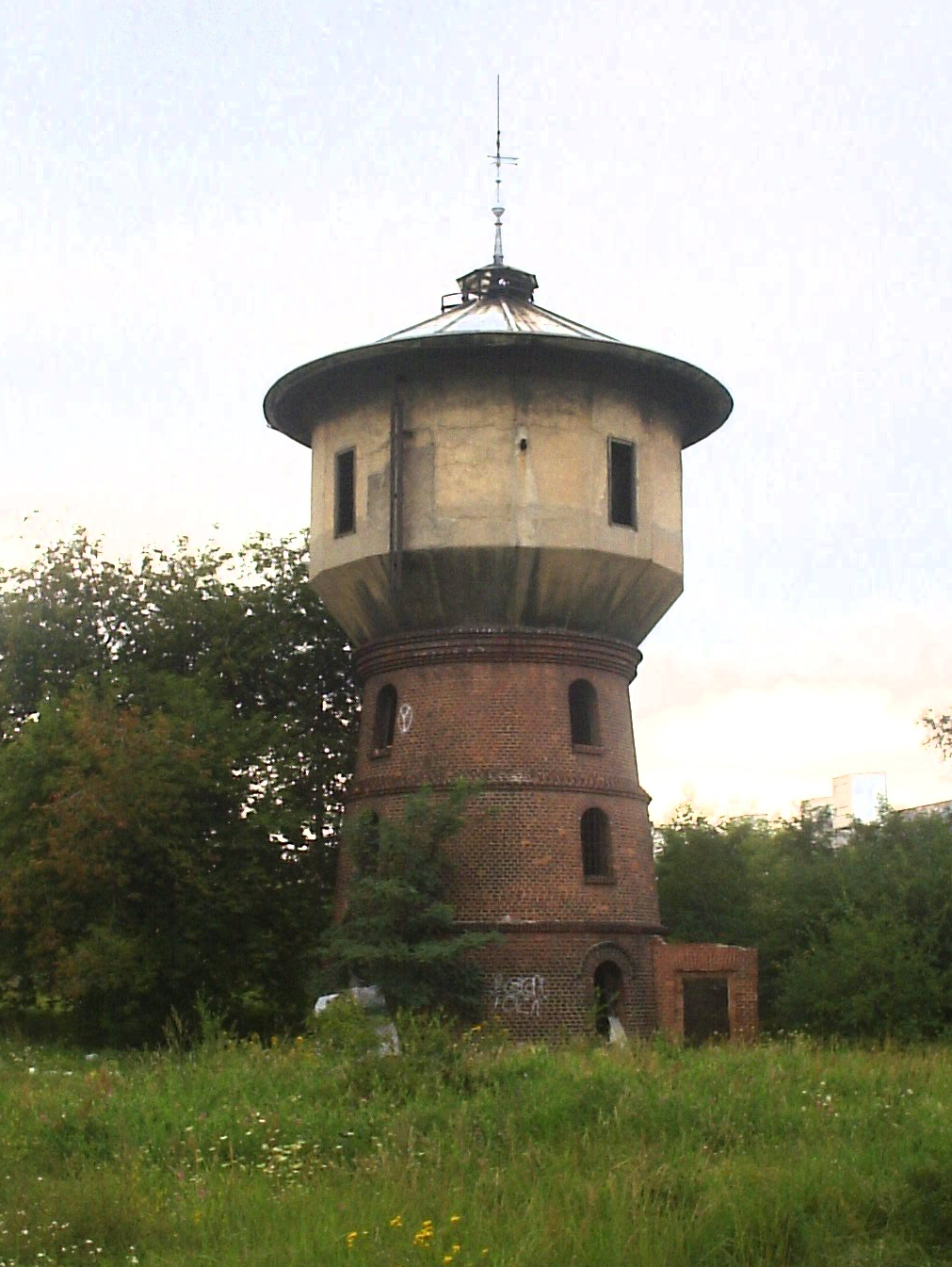
Wieża ciśnień na stacji kolejowej w Gostyniu

Gostyń – dworzec kolejowy w Gostyniu w woj. wielkopolskim, w powiecie gostyńskim. Znajduje się przy ulicy Dworcowej.
Budynek gostyńskiego dworca (nieco podobny do dworca na stacji kolejowej w Jarocinie) jest budynkiem piętrowym, zbudowanym z czerwonej cegły licowej z wielopłaszczyznowym dachem i stosunkowo dużym w porównaniu z wielkością miasta. O jego budowie zadecydowało połączenie kolejowe Leszna z Jarocinem, które nastąpiło 1 października 1888 roku. W grudniu 2011 roku na odcinku z Kąkolewa do Leszna został zawieszony ruch pasażerski. Od 2 marca 2012 r. Koleje Wielkopolskie zawiesiły na stałe kursowanie pociągów na trasie Gostyń - Leszno.